# Siatkówka plażowa na Igrzyskach Śródziemnomorskich 2013
Siatkówka plażowa na Igrzyskach Śródziemnomorskich 2013 została rozegrana w dniach 25–28 czerwca 2013. Do rozdania były dwa komplety medali, po jednym w turnieju dla mężczyzn i kobiet. W turnieju męskim wystartowało 13 par, natomiast w turnieju pań 12. W turnieju mężczyzn triumfowała para turecka Murat Giginoglu i Selcuk Sekerci, pokonując w finale parę hiszpańską Adrián Gavira i Pablo Herrera 2:0. W turnieju pań triumfowała para włoska Greta Cicolari i Marta Menegatti.

## Podsumowanie

### Klasyfikacja medalowa
| Klasyfikacja medalowa | Klasyfikacja medalowa | Klasyfikacja medalowa | Klasyfikacja medalowa | Klasyfikacja medalowa | Klasyfikacja medalowa |
| Miejsce               | Państwo               | Złoto                 | Srebro                | Brąz                  | Razem                 |
| --------------------- | --------------------- | --------------------- | --------------------- | --------------------- | --------------------- |
| 1                     | Włochy                | 1                     | 0                     | 1                     | 2                     |
| 2                     | Turcja                | 1                     | 0                     | 0                     | 1                     |
| 3                     | Hiszpania             | 0                     | 1                     | 0                     | 1                     |
| 3                     | Grecja                | 0                     | 1                     | 0                     | 1                     |
| 4                     | Francja               | 0                     | 0                     | 1                     | 1                     |
| Razem                 | Razem                 | 2                     | 2                     | 2                     | 6                     |

### Medaliści
| Konkurencja:          | Złoto:                                    | Srebro:                                           | Brąz:                                               |
| Mężczyźni             |                                           |                                                   |                                                     |
| Turniej par szczegóły | Turcja · Murat Giginoglu · Selcuk Sekerci | Hiszpania · Adrián Gavira · Pablo Herrera         | Francja · Yannick Salvetti · Jean-Baptiste Daguerre |
| Kobiety               |                                           |                                                   |                                                     |
| Turniej par szczegóły | Włochy · Greta Cicolari · Marta Menegatti | Grecja · Vasiliki Arvaniti · Panagiota Karagkouni | Włochy · Daniela Gioria · Laura Giombini            |